# Cathédrale Alexandre-Nevski de Kobryn
Pour les articles homonymes, voir Cathédrale Alexandre-Nevski.
La cathédrale Alexandre-Nevski (en biélorusse : Аляксандра-Неўскі сабор) est une cathédrale orthodoxe de Kobryn, en Biélorussie.